# Suffer Well
Suffer Well è un singolo del gruppo musicale britannico Depeche Mode, pubblicato il 20 febbraio 2006 come terzo estratto dall'undicesimo album in studio Playing the Angel.

## Descrizione
Si tratta del primo brano scritto dal frontman Dave Gahan per il gruppo, in collaborazione con Andrew Phillpott e Christian Eigner. È inoltre il primo singolo in carriera del gruppo a non essere stato composto da Martin Gore dai tempi di Just Can't Get Enough (scritto da Vince Clarke).
Il testo rappresenta la sofferenza patita da Dave Gahan negli anni precedenti e il suo rapporto con gli altri nel vivere il proprio disagio. Eloquente il suo pensiero riguardo al verso where were you when I fell from grace: "Era sicuramente una frecciata agli altri. Non lo avevo scritto proprio con questo senso ma quando la cantavo mi appariva Martin. Volevo dire: Non capivate che proprio allora avevo bisogno del vostro aiuto? Dov'erano le f*** risposte quando ne avevo bisogno? Quando sbattei contro un muro dopo essermi trascinato sul pavimento di quell'appartamento a Santa Monica, mi sentivo morire. Sentivo che il mio spirito era finito e gridavo dentro me stesso, Dove c*** siete?!"

### Versione diSimlish
Suffer Well è stata riadattata e ricantata per il gioco della EA di The Sims 2: Funky Business in Simlish, la lingua parlata dai personaggi del gioco. Nel web è disponibile anche un video "virtuale" dei Depeche Mode impegnati in questa particolare versione.

## Video musicale
Il video, diretto da Anton Corbijn (il primo per il gruppo dai tempi di Useless, uscito nove anni prima), ripercorre sarcasticamente e allegoricamente il percorso di vita che Gahan ha vissuto, specie nel corso degli anni novanta, con il rifiuto del benessere (la limousine che lo accompagna all'inizio e il cameo della vera moglie, Jennifer Sklias, vestita da angelo) e l'accettazione dei vizi (raffigurati nel video con un furto di gioielli, alcol, aspetto trasandato) che lo hanno portato quasi alla morte, il tutto in condizioni atmosferiche sempre peggiori. Altri cameo che compaiono nel video sono il manager del gruppo Jonathan Kessler nei panni dell'autista che accompagna Gahan con la macchina e gli altri due membri del gruppo Gore e Andrew Fletcher come due manichini vestiti da sposi nella vetrina di un negozio (DM's Bridal Shop).
Alcuni spezzoni del video compaiono in Martyr.

## Tracce
Testi e musiche di Dave Gahan, Christian Eigner e Andrew Philpott, eccetto dove indicato.
CD (Regno Unito)
1. Suffer Well (Album Version) - 3:49
2. Better Days (Single Version) - 2:28 (Martin L. Gore)

CD maxi (Regno Unito)
1. Suffer Well (Tiga Remix) - 6:28
2. Suffer Well (Narcotic Thrust Vocal Dub) - 6:44
3. Suffer Well (Alter Ego Remix) - 6:14
4. Suffer Well (M83 Remix) - 4:31
5. Suffer Well (Metope Vocal Remix) - 6:28
6. Suffer Well (Metope Remix) - 6:53

DVD
1. Suffer Well (Video) - 3:50
2. Suffer Well (Alter Ego Dub)
3. Better Days (Basteroid "Dance Is Gone" Vocal Mix) - 7:09 (Martin L. Gore)

7"
1. Suffer Well (Metope Vocal Remix) - 6:28
2. The Darkest Star (Monolake Remix) - 5:54 (Martin L. Gore)

12"
1. Suffer Well (Tiga Remix) - 6:28
2. Suffer Well (Tiga Dub) - 5:29
3. Suffer Well (Narcotic Thrust Vocal Dub) - 6:44

12" maxi
1. Suffer Well (Metope Remix) - 6:53
2. Suffer Well (Metope Vocal Remix) - 6:28
3. Suffer Well (M83 Remix) - 4:31
4. Better Days (Basteroid "Dance Is Gone" Vocal Mix) - 7:09 (Martin L. Gore)

## Formazione
Hanno partecipato alle registrazioni, secondo le note di copertina di Playing the Angel:
Gruppo
- Andy Fletcher – strumentazione
- Dave Gahan – voce principale
- Martin Gore – strumentazione, voce

Altri musicisti
- Dave McCracken – programmazione
- Richard Morris – programmazione
- Christian Eigner – programmazione originale
- Andrew Phillpott – programmazione originale

Produzione
- Ben Hillier – produzione, ingegnere del suono, missaggio
- Steve Fitzmaurice – missaggio
- Nick Sevilla – assistenza alla registrazione (Sound Design)
- Arjun Agerwala – assistenza alla registrazione (Stratosphere Sound)
- Rudyard Lee Curris – assistenza alla registrazione (Stratosphere Sound)
- Devin Workman – assistenza alla registrazione e al missaggio (Whitfield Street Studios)
- Kt Rangnick – assistenza alla registrazione e al missaggio (Whitfield Street Studios)
- Emily Lazar – mastering
- Sarah Register – assistenza al mastering
- Anton Corbijn – direzione artistica, fotografia, copertina
- Four5one.com – design

## Classifiche
| Classifica (2006)         | Posizione massima |
| ------------------------- | ----------------- |
| Austria                   | 67                |
| Belgio (Fiandre)          | 57                |
| Belgio (Vallonia)         | 39                |
| Danimarca                 | 1                 |
| Finlandia                 | 6                 |
| Francia                   | 87                |
| Germania                  | 13                |
| Irlanda                   | 18                |
| Italia                    | 5                 |
| Regno Unito               | 12                |
| Spagna                    | 2                 |
| Stati Uniti (alternative) | 38                |
| Stati Uniti (dance club)  | 1                 |
| Svezia                    | 20                |
| Svizzera                  | 66                |